# محمد حمود (لاعب كرة قدم لبناني)
محمد حمود هو لاعب كرة قدم لبناني في مركز ظهير ‏، ولد في 3 مايو 1984 في بيروت في لبنان. شارك مع منتخب لبنان لكرة القدم.

## وصلات خارجية
- محمد حمود (لاعب كرة قدم لبناني) على موقع ناشيونال فوتبول تيمز (الإنجليزية)
- محمد حمود (لاعب كرة قدم لبناني) على موقع Soccerway.com (الإنجليزية)
- محمد حمود (لاعب كرة قدم لبناني) على موقع كووورة